# Bahnhof Rannoch

Der Bahnhof Rannoch liegt am Ostrand von Rannoch Moor an der West Highland Line zwischen Glasgow und Mallaig. Eröffnet wurde er mit Inbetriebnahme der Strecke im August 1894.

## Lage
Wie Corrour, der Nachbarbahnhof auf der West Highland Line in nördlicher Richtung, liegt der Bahnhof Rannoch abseits größerer Ansiedlungen einsam am Rand von Rannoch Moor. Der Bahnhof liegt in der Nähe des Ostendes von Loch Laidon etwa einen Kilometer nördlich der Bahnbrücke über den Gaur, der aus Loch Laidon in den östlich des Bahnhofs liegenden Loch Eigheach fließt. Neben dem Bahnhof existieren in Rannoch Station lediglich ein Hotel sowie ein paar Wohnhäuser. Erreichbar ist der Bahnhof außer mit den Zügen der West Highland Line über die B846, eine schmale Single track road, die den Bahnhof über ca. 55 Kilometer mit der A9 nördlich von Pitlochry entlang der Ufer von Loch Rannoch und Loch Tummel verbindet und ab Kinloch Rannoch am Ostende von Loch Rannoch eine Sackgasse ist. Aus allen anderen Richtungen ist der Bahnhof nur über lange Fußmärsche zu erreichen. Wege führen über Rannoch Moor entlang Loch Laidon bis Kings House Hotel am Ostende von Glen Coe und nach Norden an das Südufer von Loch Ossian sowie über Corrour weiter in das Glen Nevis.
Der Bahnhof wird von allen Zügen auf der West Highland Line bedient, darunter der Caledonian Sleeper mit Schlafwagen von bzw. nach London. Im Unterschied zu Corrour werden beide Bahnsteigkanten des Inselbahnsteigs planmäßig bedient, es können Zugkreuzungen stattfinden. Insgesamt verkehren an Werktagen bis zu vier Personenzüge je Richtung.

## Bauwerke

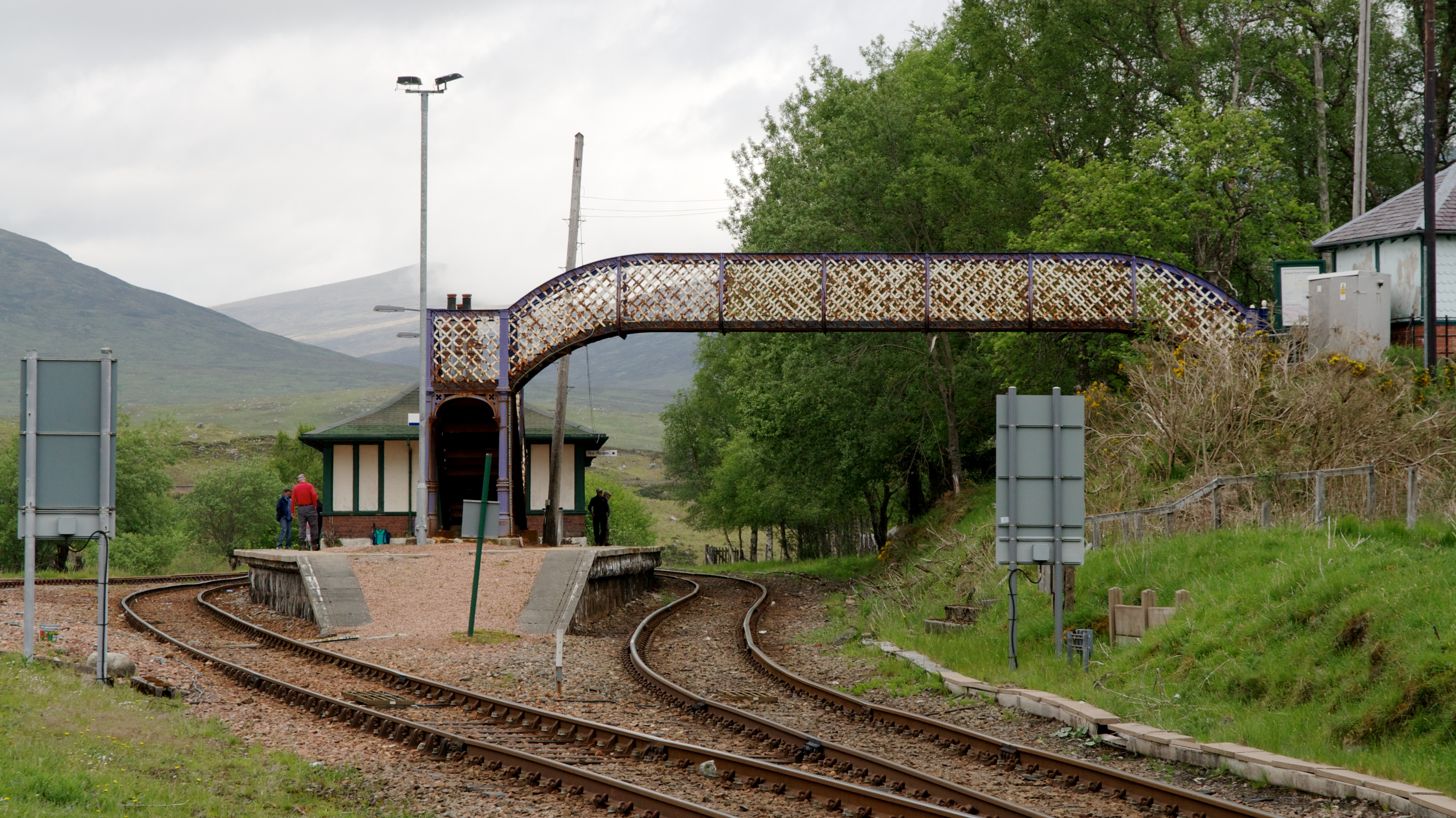
Blick von Süden auf den Bahnhof mit der Fußgängerbrücke

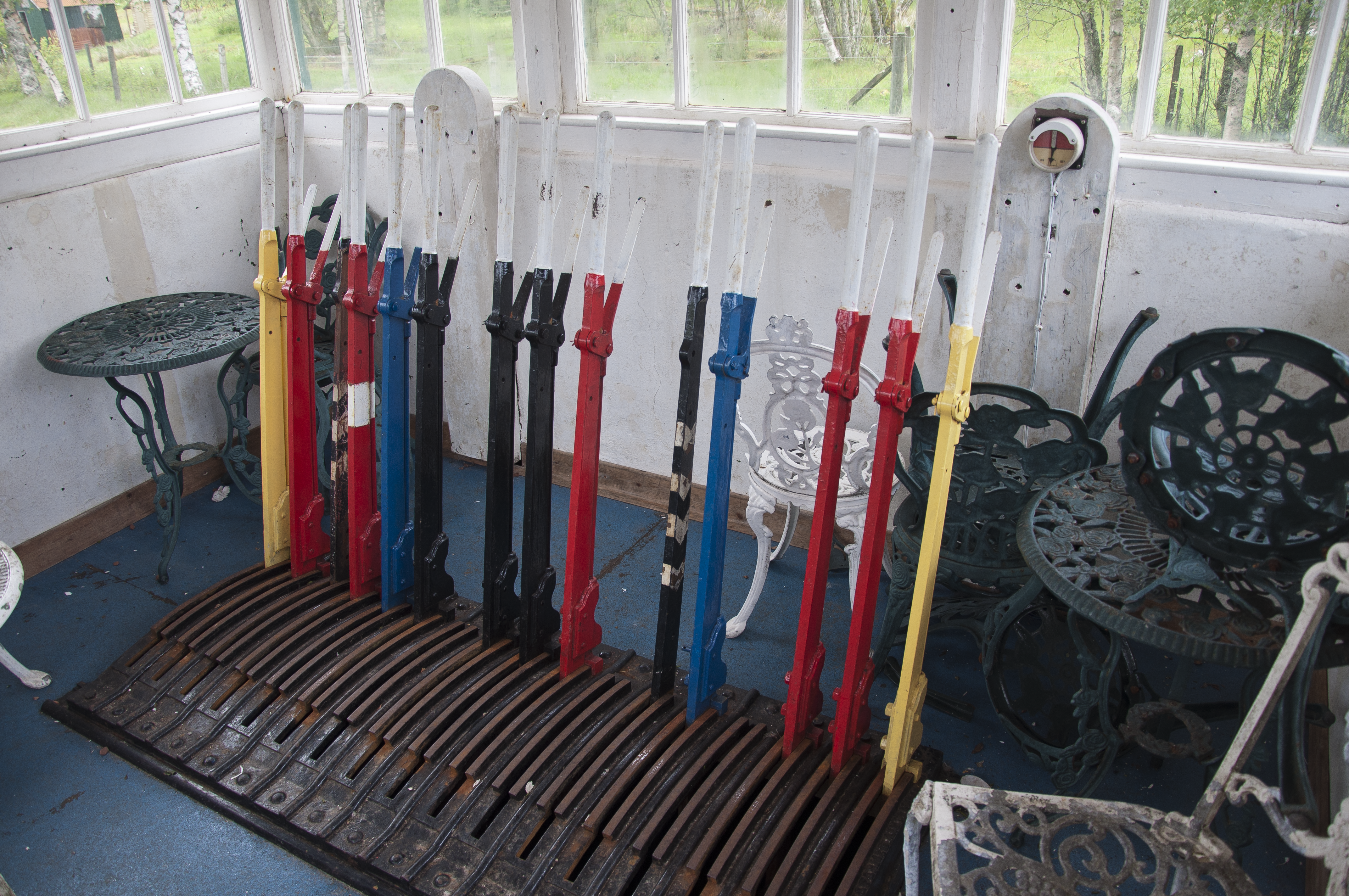
Die Hebelbank des Stellwerks

Das Bahnhofsgebäude von Rannoch befindet sich auf dem Inselbahnsteig und ist über eine Fußgängerbrücke zu erreichen. Es stellt einen auf der West Highland Line mehrfach zu findenden Typenbau dar, der für die North British Railway in einem „Swiss Chalet“-Stil wahrscheinlich von dem Glasgower Architekten James Miller entworfen wurde, der unter anderem an der Erweiterung der Glasgow Central Station und dem Entwurf vieler Geschäftsbauten in Glasgow beteiligt war. Charakteristisch ist das nach allen Seiten weit auskragende, mit Holzschindeln gedeckte Dach des einstöckigen Gebäudes, das zugleich als Bahnsteigdach dient. Seit 2005 befinden sich im Bahnhof das Rannoch Moor Visitors Centre mit Informationen über das Moor und die Bahnstrecke sowie ein im Winter geschlossener Tea Room.
Ebenfalls auf dem Inselbahnsteig steht nördlich des Bahnhofsgebäudes das Stellwerk, das als Typenbau der North British Railway und im Stil zum Bahnhof passend ausgeführt wurde. 1988 wurde das Stellwerk in Rannoch stillgelegt und die Streckenkontrolle auf Radio Electronic Token Block umgestellt. Die Inneneinrichtung des als Mechanisches Stellwerk ausgeführten Stellwerks mitsamt den Signalhebeln ist erhalten geblieben. Hinter dem Stellwerk steht ein Gedenkstein mit Bronzeplakette für James Renton, einen der Direktoren der Bahngesellschaft, der mit seinem persönlichen Vermögen 1893 während des Streckenbaus den Bankrott der Gesellschaft verhinderte.
Das Bahnhofsgebäude steht seit 1988 unter Denkmalschutz und ist in die Denkmallisten von Historic Scotland in der Kategorie B eingetragen. Als Teil des Bahnhofsensembles ebenfalls unter Schutz stehen das Stellwerk und der Gedenkstein.